# Gegants de la Cuyna Vella
Els Gegants de la Cuyna Vella o de la Cuina Vella són una parella de gegants manotes de Vilanova i la Geltrú que surten el dimarts de Carnaval, durant el cercavila del Vidalot.

## Història
Els gegants foren estrenats el dijous gras de 1892 per la societat humorística La Cuyna Vella. Eren uns gegants que anaven vestits de cuiners, tenien un aspecte grotesc i burlesc i els braços articulats. Foren construïts per l'escultor vilanoví German Roig. Els bastiments els va fer Francesc Segalà i foren pintats per Ramon López. La indumentària anà a càrrec de Joan Rosich. Van participar en diferents actes durant els primers anys d'existència. El 1895 l'entitat es va dissoldre i passaren a mans de la Comissió de Festes, primer, i quan aquesta també es va dissoldre, a mans del seu president, Pau Alegre, que els va guardar a la seva masia de Can Martí del Mas Roig. Se sap que el 1936 encara existien, però molt deteriorats a les golfes de la masia. Dels primigenis gegants sols se'n conserven els braços articulats, que el 1972 passaren a formar part dels Gegants de la Geltrú.
El 2009 foren recuperats per la Federació d'Associacions de Carnaval (FAC) i la Colla de Geganters. Són uns gegants manotes, vestits de cuiners. Els nous gegants han estat construïts per Manel Casserras, amb fibra de vidre i van vestits també de cuiners.